# Lesiones de la mucosa oral
Las lesiones de la mucosa oral, son signos clínicos evidenciables por los profesionales sanitarios.

## Según clínica
Mancha: es un cambio de coloración de la mucosa bucal que no hace relieve. Pueden ser blancas (como por ejemplo una leucoplasia por hiperqueratosis), rojas (como un angioma por hiperplasia vascular, un eritema por vasodilatación, una Candidasis Crónica por atrofia epitelial, y una púrpura por extravasación), melánicas (nevos melanocíticos y tatuajes), etc.

### Lesiones elevadas
Son poco frecuentes, y se clasifican en:

#### Contenido líquido
Ampolla, vesícula y pústula
pústula: contiene pus.
vesículas: son pequeñas, 1-2 milímetros de diámetro.
ampollas: son más grandes, más de 2 milímetros de diámetro.
1. nivel del contenido de líquido, es una clasificación más histológica que clínica:
  1. intraepitelial: dentro del epitelio.
  2. subepitelial: debajo del epitelo, para poder distinguir las intraepiteliales de las subepiteliales nos basaremos según se encuentren en el techo, epitelio, o suelo, conectivo, de la ampolla.

El espacio que se rellena de líquido porque las células de los estratos no se han unido dan lugar a una laguna: las hay subepiteliales, separan la capa basal, y intraepiteliales separan las células epiteliales.
Según la cronología podemos clasificar a las lesiones:
1. lesiones primarias: vesículas y ampollas.
2. lesiones secundarias: úlceras y erosiones. Sin embargo hay úlceras y erosiones primarias.

La evolución normal suele ser:
- ampolla intraepitelial + trauma = erosión.
- ampolla subepitelial + trauma = úlcera.

En la boca se produce un exudado de fibrina, después del sangrado, que cubre la herida de color blanco, al ver esto hablaremos de úlcera, se distinguirá de la erosión porque esta estará enrojecida o eritomatosa, de color rojo.
Antes de romperse la ampolla hay datos que nos informan de su nivel:
- presencia de sangre: siempre subepitelial.
- grosor del techo: cuanto más grueso más difícil de romperse, si lleva tiempo en la boca y no se ha roto nos se pensará que es subepitelial por tener más techo.

#### Contenido sólido
Según:
1. número de células:
  1. placas: lesiones elevadas debido a un crecimiento del epitelio. Son de color blanco.
  2. nódulo: lesiones elevadas debido a un crecimiento del tejido conectivo, se verá de diferentes colores, según el tipo de conectivo que sea.

## Según histología
Solamente se verá con microscopio:
1. hiperqueratosis: es un crecimiento de la capa córnea, se verá blanca y puede acabar siendo placa.
2. paraqueratosis: es la presencia de células nucleadas en la capa córnea.
3. acantosis: crecimiento de la capa espinosa, clínicamente se verá más blanca y cuanto más grande sea más probabilidades tiene de convertirse en placa.
4. acantólisis: es la separación de las células del estrato espinoso.
5. espongiosis: es un edema intercelular en la capa espinosa, se mete líquido entre las células epiteliales sin llegar a romper su unión, sólo los desmosomas, no se llega a producir acantolisis.
6. degeneración hidrópica: es el proceso de destrucción celular, la célula se llena de agua hasta llegar a destruirse por un aumento de la presión intracelular, se produce en la capa basal dando lugar a una ampolla subepitelial.
7. papilomatosis: es el aumento del alargamiento de las papilas epiteliales.
8. disqueratoris: producción anómala y aislada de queratina.
9. exocitosis: es la presencia de células inflamatorias dentro del tejido epitelial.

## Discromíasde la mucosa bucal
Son aquellas alteraciones cuya esencia lesional es el cambio de color en la mucosa. Según el origen de los pigmentos:

### De origen exógeno
1. por tatuajes:
  1. amalgama: por traumatismos de la mucosa que afecten a una restauración con amalgama de plata, es una coloración necro-azulada de bordes difusos. Se observará en la radiografía. El tratamiento es quirúrgico.
  2. tinta china.
  3. grafito.
2. intoxicación por metales:
  1. plomo: alteraciones en piel y mucosas, alteraciones cutáneas: máculas eritematosas y alopecia, alteraciones de la mucosa oral: máculas grises con ribete de Burton, esto es plomo en el margen gingival, otras alteraciones que se pueden producir son náuseas, vómitos, diarrea y calambres.
  2. bismuto: se encuentra en preparados farmacéuticos, la encía adquiere un color azulado junto con la lengua y la mucosa bucal, en casos graves aparecen ulceraciones en mucosa yugal y lengua. Pasa por 3 colores: primero rojo, azul y, finalmente, descamación.
  3. arsénico: en la cavidad oral se aprencia la mucosa roja, en el 90% de los casos hay úlceras en mucosa, estómago y esófago, también hay afectación de las glándulas salivales, xerostomía, si no hay fallecimiento se producen cuadros de sobreinfección en las úlceras. Se da mucho en intentos de suicidio por arsénico.
3. carotenemias: pigmento que se encuentra en zanahorias y tomates. Es una pigmentación amarilla en el paladar blando o en la mucosa yugal, se ve mejor en mucosas no queratinizadas. Alteraciones cutáneas: pigmentación amarilla en palmas y plantas. Hacer diagnóstico diferencial con ictericia porque no se afecta la esclerótica.
4. tinción: depósito superficial de un pigmento, el tratamiento es higiene, ejemplos de tinciones serían: la lengua negra vellosa, tinciones por tabaco o por clorhexidina (Charly Góngora 2005).

### De origen endógeno
1. hemoglobínicas:
  1. petequia equimosis hematoma: traumatismo con extravasación de sangre por mordedura, postinyección o postextracción. Son la misma lesión pero con diferente tamaño donde petequia sería el más pequeño, equimosis el mediano y hematoma el mayor.
2. ictericia: patología hepatobiliar destructiva, aumenta la bilirrubina indirecta en sangre, da una coloración amarillenta del paladar, encía y mucosa yugal. No confundir con la carotenemias, en la ictericia está afectada la esclerótica.
3. melánicas, pueden ser:
  1. constitucionales:
    1. melanoplaquia: aumenta la cantidad de melanina. Es típico en la encía aunque se puede encontrar en cualquier sitio de la mucosa. Coloración pardo-oscura. Tratamiento: no es necesario, solo se tratará en pacientes albinos.
    2. mácula melanótica.

  2. endrocrinas:
    1. cloasma gravídico: en embarazadas.
    2. enfermedad de Addison: enfermedad que cursa con insuficiencia córtico-suprarrenal, coloración bronceada en piel y mucosas. manchas melánicas, oscuras, en mucosa yugal, lengua, paladar y encía adherida.
    3. síndrome de Cushing.

  3. metabólicas: hemacromatosis.
  4. procesos displásicos:
    1. neurofibromatosis: de carácter autosómico-dominante se manifiesta con neurofibromas, "manchas café con leche" en piel y mucosas. Tratamiento: sólo si estorban, como puede ser para poner una prótesis.
    2. síndrome de Albright: se da en la pubertad precoz, displasia fibrosa en huesos largos, aparecen manchas "café con leche" en piel y muscosas.
    3. síndrome de Peutz-Jeghers: es autosómico dominante, paciente con poliposis intestinal, se aprecian manchas pardas-negras de 4-6 milímetros en región peribucal.

  5. procesos tumorales:
    1. nevus: es un proceso tumoral benigno relativamente frecuente. Hay una proliferación de melanocitos, manchas de marrón a negras en función de la concentración de melanocitos localizadas en labios y en zona del paladar duro y encía. El tratamiento es la eliminación profunda quirúrgica, hasta el hueso, y biopsia si hay dudas del diagnóstico o de su benignidad. Clasificación:
      1. intramucoso: corion papilar. Este es uno de los más frecuentes.
      2. compuesto: basal de epitelio y corion.
      3. unión: unión epitelio más corion.
      4. azul: corion reticular. Este es uno de los más frecuentes.

    2. melanoma: neoplasia maligna rara en boca, 1%. Apariencia clínica variable, son lesiones únicas y localizadas en la mucosa alveolar y paladar. Es muy importante el diagnóstico precoz ya que es muy agresivo produciendo metástasis.

  6. otras:
    1. melanosis post inflamatoriaa.
    2. acantosis nigrans.
    3. melanosis medicamentosa.

## Lesiones blancas
Clasificación:
1. trastornos hereditarios.
2. lesiones reactivas.
3. origen infeccioso, por ejemplo, la cándida.
4. base inmunitaria.

Variaciones no patológicas:
1. línea alba bucalis: es una línea blanca en el plano oclusal causada por la oclusión.
2. gránulos de Fordyce: son glándulas sebáceas heterotópicas de coloración blanco-amarillenta que se encuentran en mucosa yugal y labios. No precisan tratamiento.
3. injertos de piel y palatinos: patologías mucogingivales y plásticas.
4. manchas de Koplick: período prodrómico de sarampión, junto al conducto de Stenon.

### Trastornos hereditarios

#### Leucoedema
En pacientes con tendencia a succión, se confunde con la línea alba, localizado en mucosa yugal y lingual.
Frecuencia del 93%, hay un ligero crecimiento mucoso a veces lineal, es difuso edematoso y lechoso. No precisa tratamiento, de etiología desconocida y es sobreelevado.

#### Nevus blanco esponjoso o enfermedad deCannon
Enfermedad autosómica dominante, afecta a las mucosas oral, vaginal y faríngea. se hace más intenso en la pubertad. El cuadro clínico presenta más afectación en la mucosa yugal con lesiones blancas más o menos grandes, parcheadas, rugosas, granulares, hiperplásicas y asintomáticas. Histológicamente se observa espongiosis y acantosis e hiperqueratosis. No precisa tratamiento.

#### Disqueratosis epitelial benigna
Enfermedad autosómica dominante, en mucosa yugal, blanca de aspecto gelatinoso, se observa la conjuntiva bulbar hiperémica, a nivel histológico podemos observar disqueratosis, acantosis y vascularización del estrato espinoso. No hay transformación maligna.

#### Queratosis folicular o enfermedad deDarier-White
Enfermedad autosómica dominante, se ve en piel como un exudado inflamatorio y lesiones papilomatosas, se aprecia mal olor. En mucosa yugal y labial hay lesiones queratósicas papulareso en empedrado. Histológicamente podremos observar hiperqueratosis, acantosis y disqueratosis.

### Lesiones reactivas

#### Hiperqueratosis local
Es la reacción protectora del epitelo ante una agresión traumática. Se observa en labios, márgenes lignaules y mucosa yugal, habrá hiperqueratosis. Diagnóstico con historia clínica y exploración. Tratamiento: eliminar el trauma.

#### Morsicatio buccarum
Son traumatismos por mordisqueo. Toman la forma de una línea blanca en el plano oclusal, a veces hiperplásica. Su aspecto es desflecado, y pueden llegar a ulcerarse si el traumatismo es fuerte.

#### Estomatitis nicotínica
Se produce por reacción al tabaco, y es frecuente en varones y fumadores de pipa y cigarros. Se trata de una lesión blanquecina en el paladar, geométrica y ligeramente sobrelevada. Punteado central rojizo, áspero a palpación y no doloroso. Histológicamente se observa hiperqueratosis y sialodenitis, esto es inflamación de las glándulas salivales menores. El tratamiento recomendado consiste en eliminar el causante, el tabaco.

#### Quemaduras de la mucosa
Se verá una zona blanquecina entre zona ulcerada. Es una quemadura muy típica por contacto con aspirina, es relativamente frecuente la creencia de que para aliviar un dolor dental es conveniente poner una aspirina, ácido acetilsalicílico, allí donde duele, ocasionando este tipo de quemaduras.
También se produce por clorhexidina, cáusticos, nitrato de plata y ácido triacloroacético.

#### Queilitis actínica
Producida por exposición regular y prolongada al sol, hay una degeneración tisular acelerada en el labio inferior. tenemos un labio atrófico, pálido, con fisuras en comisuras y en la unión mucocutánea. Histológicamente veremos un epitelio atrófico, paraqueratósico, con cambios displásicos. Puede evolucionar a un carcinoma in situ

### Base inmunitaria

#### Liquen plano
Enfermedad mucocutánea de etiología desconocida, histología característica y evolución crónica. No se cura, puede mejorar o empeorar pero no cura.
Tenemos los siguientes factores:
1. factores predisponentes: herencia.
2. factores de inicio:
  1. exógenos.
  2. endógenos: diabetes, hepatitis C, lupus.
3. factores responsables de la aparición: inmunitario.
4. factores desencadenantes: psicosomáticos, por fármacos.
5. factores que agravan:
  1. sistémicos: diabetes, hepatitis, enfermedades autoinmunes.
  2. locales: placas, prótesis, traumatismos...

Clínica del liquen plano:
1. Tiene dos formas:
  1. reticular: líneas blancas en mucosa yugal, es bilateral y se observan estrías de Wickham.
  2. atrófica-erosiva: adelgazamiento del epitelio, hay lesiones eritematosas. La encía tiene aspecto de gingivitis que no responde al tratamiento periodontal normal, en la piel también habrá lesiones de liquen, color rojo-vino, parcheada y bien delimitadas, con el epitelio ligeramente atrófico y descamado.
2. diagnóstico: con una buena historia clínica, exploración y un estudio histológico.
3. histológicamente observaremos: hiperqueratosis con para u ortoqueratosis, acantosis, papilomatosis, degeneración hidrópica en la membrana basal, cuerpos coloides e infiltrado de linfocitos T y macrófagos.
4. evolución: es condición pre-cancerosa en:
  1. formas erosivas.
  2. edad avanzada.
  3. agentes carcinógenos.
  4. papiloma virus.
5. tratamiento: eliminar factores etiológicos en:
  1. lesiones reticulares sin sintomatología: vigilar cada 6 meses.
  2. lesiones atróficas erosivas: se aconseja usar corticoides tópicos:
    1. acetónido de triamcinolona en orobase al 0'1%: 3-4 veces diarias durante 15 días.
    2. acetónido de fluocinolona al 0'1%.
    3. propionato de clobetasol en orobase al 0'05%.

  3. lesiones extendidas o que no reaccionan bien al tratamiento, usaremos un tratamiento sistémico:

### Leucoplasia oral
Lesión que no se desprende al raspado, forma parte del epitelio, y que está en crecimiento. Es epitelio escamoso, por lo tanto se podrán ver las salidas de los conductos de las glándulas salivales ya que no tomarán el color porque no son de epitelio escamoso.
Es blanca porque es un engrosamiento epitelial con hiperproducción de queratina. Es una lesión delimitada y asociada a factores que la provocan, sobre todo el tabaco, dejando el consumo puede llegar a remitir.
También puede aparecer en zonas no queratinizadas, suelo bucal, lengua, por lo cual se recomienda hacer siempre biopsia, es complejo saber si una lesión es cáncer o leucoplasia a simple vista.
Tiene una mayor prevalencia en varones entre 40-70 años. La etiología está asociada al tabaco, etiología idiopática, alcohol, factores irritativos o virus.
Histológicamente presenta hiperqueratosis, acantosis, papilomatosis, se podrá encontrar displasia epitelial que es el paso intermedio entre la normalidad y la malignidad, son cambio intermedios pero aún no malignos, aumentan las probabilidades de malignizar.
Formas clínicas:
1. homogénea: es una lesión uniforme, de consistencia firme, menor espesos y superficie lisa o arrugada que puede presentar surcos profundos. Color blanco.
2. no homegénea: hay 3 tipos:
  1. eritroleucoplasia: zonas rojas con áreas blancas, puede confundirse con liquen.
  2. nodular: excrecencias redondeadas blancas o rojas.
  3. exofítica: manchas con proyecciones irregulares, pueden estar infectadas por cándida Albicans, muy relacionada con el virus papiloma.

El manejo clínico tiene 3 fases:
1. primera fase: eliminación del agente causal, ya que podrá remitir la lesión, salvo en las idiopáticas, a los 2 o 3 semanas deberá hacerse la biopsia.
2. segunda fase: biopsia una vez eliminado el agente causal. Deberemos escisionar toda la lesión.
3. tercera fase: tratamiento: quirúrgico, láser de dióxido de carbono si no hay displasia. El diagnóstico patológico puede ser diferente según la zona de la lesión que mandemos a analizar, por eso se debe quitar toda la lesión y usar bisturí clínico